# Medalla Carnegie
La Medalla Carnegie per escriptura (en anglès Carnegie Medal for Writing), establert el 1936, és un premi literari britànic que reconeix anualment un nou llibre destacat en llengua anglesa per a nens o adults joves. El Chartered Institute of Library and Information Professionals (CILIP) se l'atorga a l'autor, que l'anomena "el premi de llibre més antic i prestigiós del Regne Unit per a l'escriptura infantil". Actualment, CILIP està associat amb l'empresa de tecnologia d'àudio Yoto en relació amb el premi.
Els llibres nominats s'han d'escriure en anglès i publicar-se per primera vegada al Regne Unit durant el curs escolar anterior (de setembre a agost). Fins al 1969, el premi es limitava als llibres d'autors britànics publicats per primera vegada a Anglaterra. El primer medallista no britànic va ser l'autor australià Ivan Southall per a Josh (1972). Les regles originals també prohibien que els autors guanyadors es consideressin en el futur. El primer autor a guanyar una segona medalla Carnegie va ser Peter Dickinson el 1981, que va guanyar consecutivament per Tulku i City of Gold. Un total de vuit autors han rebut la Medalla més d'una vegada.
El guanyador rep una medalla d'or i 500 £ en llibres donats a la biblioteca escollida pel guanyador. A més, des del 2016 el guanyador ha rebut un premi en metàl·lic de 5.000 £ del llegat de Colin Mears.

## Història
La medalla porta el nom del filantrop nord-americà d'origen escocès Andrew Carnegie (1835–1919), que va fundar més de 2.800 biblioteques al món de parla anglesa, inclosa almenys una de més de la meitat de les autoritats bibliotecàries britàniques. Va ser establert el 1936 per la British Library Association, per celebrar el centenari del naixement de Carnegie i inaugurat el 1937 amb el premi a Arthur Ransome per Pigeon Post (1936) i la identificació de dos llibres "elogiats". La primera Medalla data de l'any 1936, però des de l'any 2007, es data per l'any de presentació, que ara és un o dos anys després de la publicació.
El 1955, la Medalla Kate Greenaway es va establir com a acompanyant de la Medalla Carnegie. La Medalla Kate Greenaway reconeix "la il·lustració distingida en un llibre per a nens".
Ambdós premis van ser establerts i administrats per l'Associació de Biblioteques, fins que va ser succeït pel CILIP l'any 2002. El 2022, el premi va ser rebatejat oficialment com a Medalla Carnegie per a la Il·lustració.
A partir del 2023, el premi està organitzat pel CILIP i patrocinat per Yoto, Scholastic i la Societat de Llicències i Col·leccionisme d'Autors.

## Guanyadors
Fins a l'any 2024, s'han concedit 85 medalles durant 88 anys, que abasten el període de 1936 a 2024. Cap llibre elegible publicat el 1943, el 1945 o el 1966 va ser considerat adequat pel jurat.
Des del 2007, les medalles estan datades per l'any de presentació. Abans d'això, estaven datats per l'any natural de la seva publicació britànica.
En les seves primeres edicions es van il·lustrar quaranta-un llibres guanyadors, incloent-los tots durant les tres primeres dècades. Sis de 1936 a 1953 van ser il·lustrats o coil·lustrats pels seus autors; cap des de llavors.
| Any | Autor                                                             | Títol                                                 | Editor                                               | Ref.          |
| --- | ----------------------------------------------------------------- | ----------------------------------------------------- | ---------------------------------------------------- | ------------- |
| 1936 | Arthur Ransome                                                    | Pigeon Post                                           | Jonathan Cape                                        |               |
| 1937 | Eve Garnett                                                       | The Family from One End Street                        | Frederick Muller                                     | [ 13 ]        |
| 1938 | Noel Streatfeild                                                  | The Circus Is Coming                                  | J. M. Dent                                           |               |
| 1939 | Eleanor Doorly                                                    | The Radium Woman                                      | Heinemann                                            |               |
| 1940 | Kitty Barne                                                       | Visitors from London                                  | J. M. Dent                                           |               |
| 1941 | Mary Treadgold                                                    | We Couldn't Leave Dinah                               | Jonathan Cape                                        |               |
| 1942 | BB                                                                | The Little Grey Men                                   | Eyre & Spottiswoode                                  | [ 13 ]        |
| 1943 | —Premi retingut perquè cap llibre es considera apte               | —Premi retingut perquè cap llibre es considera apte   | —Premi retingut perquè cap llibre es considera apte  |               |
| 1944 | Eric Linklater                                                    | The Wind on the Moon                                  | Macmillan                                            |               |
| 1945 | —Premi retingut perquè cap llibre es considera apte               | —Premi retingut perquè cap llibre es considera apte   | —Premi retingut perquè cap llibre es considera apte  |               |
| 1946 | Elizabeth Goudge                                                  | The Little White Horse                                | University of London                                 | [ 13 ]        |
| 1947 | Walter de la Mare                                                 | Collected Stories for Children                        | Faber                                                |               |
| 1948 | Richard Armstrong                                                 | Sea Change                                            | J. M. Dent                                           |               |
| 1949 | Agnes Allen il·lus. Agnes i Jack Allen                            | The Story of Your Home                                |                                                      |               |
| 1950 | Elfrida Vipont                                                    | The Lark on the Wing                                  | Oxford University Press                              |               |
| 1951 | Cynthia Harnett il·lus. per l'autor                               | The Wool-Pack                                         | Methuen                                              |               |
| 1952 | Mary Norton                                                       | The Borrowers                                         | J. M. Dent                                           | [ 13 ]        |
| 1953 | Edward Osmond il·lus per l'autor                                  | A Valley Grows Up                                     | Oxford University Press                              |               |
| 1954 | Ronald Welch (Felton Ronald Oliver)                               | Knight Crusader                                       | Oxford University Press                              |               |
| 1955 | Eleanor Farjeon                                                   | The Little Bookroom                                   | Oxford University Press                              |               |
| 1956 | C. S. Lewis                                                       | The Last Battle                                       | The Bodley Head                                      | [ 13 ]        |
| 1957 | William Mayne                                                     | A Grass Rope                                          | Oxford University Press                              |               |
| 1958 | Philippa Pearce                                                   | Tom's Midnight Garden                                 | Oxford University Press                              | [ 13 ]        |
| 1959 | Rosemary Sutcliff                                                 | The Lantern Bearers                                   | Oxford University Press                              | [ 13 ]        |
| 1960 | Ian Wolfran Cornwall il·lus. Marjorie Maitland Howard             | The Making of Man                                     | Phoenix House                                        |               |
| 1961 | Lucy M. Boston                                                    | A Stranger at Green Knowe                             | Faber                                                | [ 13 ]        |
| 1962 | Pauline Clarke                                                    | The Twelve and the Genii                              | Faber                                                |               |
| 1963 | Hester Burton                                                     | Time of Trial                                         | Oxford University Press                              |               |
| 1964 | Sheena Porter                                                     | Nordy Bank                                            | Oxford University Press                              |               |
| 1965 | Philip Turner                                                     | The Grange at High Force                              | Oxford University Press                              |               |
| 1966 | — Premi retingut perquè cap llibre es considera apte              | — Premi retingut perquè cap llibre es considera apte  | — Premi retingut perquè cap llibre es considera apte |               |
| 1967 | Alan Garner                                                       | The Owl Service                                       | Collins                                              | [ 13 ]        |
| 1968 | Rosemary Harris                                                   | The Moon in the Cloud                                 | Faber                                                |               |
| 1969 | K. M. Peyton                                                      | The Edge of the Cloud                                 | Oxford University Press                              | [ 13 ]        |
| 1970 | Leon Garfield and Edward Blishen il·lustratat per Charles Keeping | The God Beneath the Sea                               | Longman                                              |               |
| 1971 | Ivan Southall                                                     | Josh                                                  | Angus & Robertson                                    |               |
| 1972 | Richard Adams                                                     | Watership Down                                        | Rex Collings                                         | [ 13 ]        |
| 1973 | Penelope Lively                                                   | The Ghost of Thomas Kempe                             | Heinemann                                            |               |
| 1974 | Mollie Hunter                                                     | The Stronghold                                        | Hamish Hamilton                                      |               |
| 1975 | Robert Westall                                                    | The Machine Gunners                                   | Macmillan                                            |               |
| 1976 | Jan Mark                                                          | Thunder and Lightnings                                | Kestrel                                              | [ 13 ]        |
| 1977 | Gene Kemp                                                         | The Turbulent Term of Tyke Tiler                      | Faber                                                | [ 13 ]        |
| 1978 | David Rees                                                        | The Exeter Blitz                                      | Hamish Hamilton                                      |               |
| 1979 | Peter Dickinson                                                   | Tulku                                                 | Gollancz                                             | [ 13 ]        |
| 1980 | Peter Dickinson il·lus. Michael Foreman                           | City of Gold and other stories from the Old Testament | Gollancz                                             |               |
| 1981 | Robert Westall                                                    | The Scarecrows                                        | Chatto & Windus                                      |               |
| 1982 | Margaret Mahy                                                     | The Haunting                                          | J. M. Dent                                           | [ 13 ]        |
| 1983 | Jan Mark                                                          | Handles                                               | Kestrel                                              |               |
| 1984 | Margaret Mahy                                                     | The Changeover                                        | J. M. Dent                                           |               |
| 1985 | Kevin Crossley-Holland il·lus. Alan Marks                         | Storm                                                 | Heinemann                                            | [ 13 ]        |
| 1986 | Berlie Doherty                                                    | Granny Was a Buffer Girl                              | Methuen                                              | [ 13 ]        |
| 1987 | Susan Price                                                       | The Ghost Drum                                        | Faber                                                |               |
| 1988 | Geraldine McCaughrean                                             | A Pack of Lies                                        | Oxford University Press                              | [ 13 ]        |
| 1989 | Anne Fine                                                         | Goggle-Eyes                                           | Hamish Hamilton                                      | [ 13 ]        |
| 1990 | Gillian Cross                                                     | Wolf                                                  | Oxford University Press                              | [ 13 ]        |
| 1991 | Berlie Doherty                                                    | Dear Nobody                                           | Hamish Hamilton                                      |               |
| 1992 | Anne Fine                                                         | Flour Babies                                          | Hamish Hamilton                                      |               |
| 1993 | Robert Swindells                                                  | Stone Cold                                            | Hamish Hamilton                                      |               |
| 1994 | Theresa Breslin                                                   | Whispers in the Graveyard                             | Methuen                                              | [ 14 ]        |
| 1995 | Philip Pullman                                                    | Northern Lights                                       | Scholastic                                           | [ 13 ]        |
| 1996 | Melvin Burgess                                                    | Junk                                                  | Andersen Press                                       | [ 13 ]        |
| 1997 | Tim Bowler                                                        | River Boy                                             | Oxford University Press                              |               |
| 1998 | David Almond il·lus. Adam Fisher                                  | Skellig                                               | Hodder & Stoughton                                   | [ 13 ]        |
| 1999 | Aidan Chambers                                                    | Postcards from No Man's Land                          | The Bodley Head                                      |               |
| 2000 | Beverley Naidoo                                                   | The Other Side of Truth                               | Puffin                                               | [ 13 ]        |
| 2001 | Terry Pratchett                                                   | The Amazing Maurice and his Educated Rodents          | Doubleday                                            |               |
| 2002 | Sharon Creech                                                     | Ruby Holler                                           | Bloomsbury                                           |               |
| 2003 | Jennifer Donnelly                                                 | A Gathering Light                                     | Bloomsbury                                           |               |
| 2004 | Frank Cottrell Boyce                                              | Millions                                              | Macmillan                                            | [ 13 ] [ 15 ] |
| 2005 | Mal Peet                                                          | Tamar                                                 | Walker Books                                         | [ 13 ] [ 16 ] |
| 2006 La data d'adjudicació és l'any de publicació anterior al 2006, l'any de presentació posterior al 2006. |                                                                   |                                                       |                                                      |               |
| 2007 | Meg Rosoff                                                        | Just in Case                                          | Penguin                                              | [ 13 ]        |
| 2008 | Philip Reeve                                                      | Here Lies Arthur                                      | Scholastic                                           | [ 13 ]        |
| 2009 | Siobhan Dowd                                                      | Bog Child                                             | David Fickling                                       | [ 13 ] [ 17 ] |
| 2010 | Neil Gaiman dos il·lustradors                                     | The Graveyard Book                                    | Bloomsbury                                           | [ 13 ] [ 18 ] |
| 2011 | Patrick Ness                                                      | Monsters of Men                                       | Walker Books                                         | [ 13 ] [ 19 ] |
| 2012 | Patrick Ness il·lustrat per Jim Kay                               | A Monster Calls                                       | Walker Books                                         | [ 13 ] [ 20 ] |
| 2013 | Sally Gardner                                                     | Maggot Moon                                           | Hot Key Books                                        | [ 13 ] [ 21 ] |
| 2014 | Kevin Brooks                                                      | The Bunker Diary                                      | Penguin Books                                        | [ 13 ] [ 22 ] |
| 2015 | Tanya Landman                                                     | Buffalo Soldier                                       | Walker Books                                         | [ 13 ] [ 23 ] |
| 2016 | Sarah Crossan                                                     | One                                                   | Bloomsbury Children's                                | [ 24 ]        |
| 2017 | Ruta Sepetys                                                      | Salt to the Sea                                       | Penguin Books                                        |               |
| 2018 | Geraldine McCaughrean il·lustratat per Jane Milloy                | Where the World Ends                                  | Usborne Publishing                                   |               |
| 2019 | Elizabeth Acevedo                                                 | The Poet X                                            | HarperTeen                                           | [ 25 ]        |
| 2020 | Anthony McGowan                                                   | Lark                                                  | Barrington Stoke                                     |               |
| 2021 | Jason Reynolds                                                    | Look Both Ways                                        | Knights Of                                           | [ 26 ]        |
| 2022 | Katya Balen                                                       | October, October                                      | Bloomsbury                                           | [ 27 ]        |
| 2023 | Manon Steffan Ros                                                 | The Blue Book of Nebo                                 | Firefly Press                                        |               |
| 2024 | Joseph Coelho                                                     | The Boy Lost in the Maze                              | Otter-Barry Books                                    | [ 28 ]        |

## Carnegie de Carnegies
Per commemorar el 70è aniversari de la Medalla Carnegie l'any 2007, CILIP va crear un "Arxiu Vivent" al lloc web de la Medalla Carnegie amb informació sobre cadascun dels llibres guanyadors i va realitzar una enquesta per identificar el guanyador de la Medalla Carnegie favorit del país, per ser nomenat " Carnegie of Carnegies" (Carnegie de Carnegies). El guanyador, anunciat el 21 de juny de 2007 a la British Library, va ser Northern Lights de Philip Pullman (1995). Va ser el guanyador esperat, aconseguint el 40% dels vots al Regne Unit i el 36% a tot el món.
Top Ten del 70è aniversari
- David Almond, Skellig, (Hodder, 1998)
- Melvin Burgess, Junk, (Penguin, 1996)
- Kevin Crossley-Holland, Storm, (Egmont, 1985)
- Jennifer Donnelly, A Gathering Light, (Bloomsbury, 2003)
- Alan Garner, The Owl Service, (HarperCollins, 1967)
- Eve Garnett, The Family from One End Street, (Penguin, 1937)
- Mary Norton, The Borrowers, (Penguin, 1952)
- Philippa Pearce, Tom's Midnight Garden, (Oxford, 1958)
- Philip Pullman, Northern Lights, (Scholastic, 1995)
- Robert Westall, The Machine Gunners, (Macmillan, 1975)

Northern Lights, amb el 40% dels vots públics, va ser seguit per un 16% per Tom's Midnight Garden de Philippa Pearce i un 8% per Skellig de David Almond. Com que aquests tres llibres havien guanyat la Medalla dels 70 anys l'any 60, l'any 23 i l'any 63, alguns comentaris van observar que Tom's Midnight Garden havia passat una prova de temps que les altres encara no havien enfrontat.